# Ужасающая четвёрка
Ужаса́ющая четвёрка (англ. Frightful Four) — команда суперзлодеев комиксов издательства Marvel Comics, представленная как антитеза Фантастической четвёрки.

## История публикаций
Ужасающая Четвёрка впервые появилась в Fantastic Four #36 (Март, 1965) и была создана сценаристом Стэном Ли и художником Джеком Кирби.
Впоследствии команда появлялась в Fantastic Four #129 (Декабрь, 1972), #177 (Декабрь, 1976), Spectacular Spider-Man #42 (Май, 1980), The Amazing Spider-Man #214-215 (Март — апрель, 1981), Fantastic Four #326-328 (Май — июль, 1989), Fantastic Four Unlimited #5 (Март, 1994), Incredible Hulk (vol. 2) #418 (Июнь, 1994), Deadpool (vol. 3) #35 (Декабрь, 1999), Fantastic Four (vol. 3) #29 (Май, 2000) и Fantastic Four #514 (Август 2004) и #547-549.

## Вымышленная биография команды
Ужасающая Четвёрка впервые появилась в Fantastic Four #36, состоящая из Чародея, Песочного человека, Липкого Пита и Медузы (у которой на тот момент была амнезия). Первоначально супер-злодеям практически удалось победить Фантастическую Четвёрку во время помолвки Рида и Сью. Они схватили всех членов Фантастической Четвёрки, за исключением Человека-факела, который освободил всех своих товарищей. Во время второго столкновения с Фантастической Четвёркой, Ужасающая четвёрка украла их супер-способности.
Когда Фантастическая Четвёрка исчезла, Ужасающая Четвёрка попыталась проникнуть в здание Бакстера, но сбежала, столкнувшись со скандинавским богом Балдером, которого они приняли за Человека-Факела.
Впоследствии Чародей использовал своё гипнотизирующее устройство на Существе, тем самым превратив его в своего послушного раба. Вскоре Ужасающая Четвёрка атаковала оставшихся членов Фантастической Четвёрки. Во время боя Существо напал на всех своих товарищей по супер-геройской команде. Все члены супер-геройской команды были нейтрализованы различным оборудованием Ужасающей Четвёрки. В то время как Мистер Фантастик был прикован к стене липким клеем Трапстера, Чародей убеждал Существо, что именно Рид виновен в его чудовищной внешности и потребовал его убить Рида. Человек-Факел и Женщина-невидимка сумели освободиться от своих ловушек и дать Риду Ричардсу достаточно времени, чтобы освободиться от клея Трапстера. Тем не менее, Ужасающей Четвёрке также удалось промыть мозги Джонни Шторму. Несмотря на то, что Риду и Сью удалось нейтрализовать Бена и победить членов Ужасающей Четвёрки, Чародей и Человек-факел пустились за ними в погоню. Однако, узнав, что Человек-факел притворялся, Ужасающая Четвёрка обезвредила его. Несмотря на то, что Риду и Сью удалось освободить Бена от контроля Чародея, он был сильно ослаблен. Ужасающая Четвёрка затем проникла в здание Бакстера, где атаковала Женщину-Невидимку и Мистера Фантастика. Они также показали захваченного Человека-Факела. супер-героям удалось разрушить бронежилет Чародея и уничтожить антигравитационный диск, сдерживающий силы Человека-Факела. Они захватили Чародея, Трапстера и Песочного Человека, однако Медузе удалось скрыться. Другие члены Ужасающуй Четвёрки были переданы полиции.
Затем Ужасающая Четвёрка пыталась похитить новорождённого сына Рида Ричардса и Сьюзан Шторм, Франклина, однако они были остановлены его воспитательницей Агатой Харкнесс, которая оказалась ведьмой.
Чародей, Трапстер и Песочный Человек объединились, чтобы найти замену Медузе, которая восстановила свою память. Четвёртым участником команды стал Электро. Команда готовилась атаковать Человека-паука, после того, как Курт Коннорс излечил его от формы Паука-Ящера. Ужасающая Четвёрка прибыла на Статую Свободы, место встречи Человека-Паука и Человека-Факела. Там Электро использовал специальный костюм, имитирующий способности Человека-Факела, чтобы заманить Человека-Паука в ловушку. Затем Трапстер под видом Человека-Паука проник в здание Бакстера. Ужасающая Четвёрка проникла в здание и по одному обезвредила членов Фантастической Четвёрки. Несмотря на это, Человеку-Пауку удалось освободиться и прийти на помощь к Мистеру Фантастику. Вместе они одолели Чародея, а затем победили Песочного Человека и Электро при помощи пылесоса и пожарного шланга. Трапстер был побеждён остальными членами Фантастической Четвёрки.
Позже Существо подвергся нападению со стороны Ужасающей Четвёрки с Тандрой в качестве четвёртого участника команды. Медуза пришла на помощь Гриму, однако была обездвижена Трапстером. Затем они напали на Мистера Фантастика и Невидимую Леди, но Франклину удалось высвободить энергию, чтобы освободить Существо. Тот вступил в бой с членами Ужасающей Четвёрки, которые вскоре сбежали. В то же время Тандра похитила Алисию Мастерс с целью заманить Существо на стадион, где между ними состоялось сражение.
Чародей, Песочный Человек и Трапстер объединились, чтобы выследить Фантастическую Четвёрку после её возвращения из Атлантиды. В очередной раз команда супер-злодеев потерпела поражение. 
По приказу таинственного покровителя, Чародей сформировал другую инкарнацию Ужасающей Четвёрки, в которую вошли Крушитель, Громобой и дочь Бульдозера. Вместе они напали на Существо и лишили сил Человека-Факела на Таймс-сквер. Во время боя, к которому присоединились оставшиеся члены Фантастической Четвёрки, Ужасающая Четвёрка продемонстрировала свои увеличенные полномочия, одолев Мистера Фантастика, Невидимую Леди и Существо, однако на помощь супер-героям прибыла запасная команда во главе с Человеком-муравьём. Супер-злодеи были заключены в силовое поле Невидимой Леди, после чего агенты Щ.И.Т.а поместили их в тюрьму. В ходе задержания, Чародей обмолвился, что их атака была санкционирована тайным гением, а Ужасающая Четвёрка выполнила свою работу.
Позднее Чародей был освобождён тем же благодетелем, что финансировал его деятельность, а также дал ему больше ресурсов для формирования нового состава Ужасающей Четвёрки. Вместе с Газелью, Рептилией и Вертиго из Салемской Семёрки, он напал на Чикаго, чтобы привлечь внимание Рида Ричардса. Они практически одолели Мистера Фантастика, пока на помощь к нему не явилась Алая Ведьма. Тем не менее, после наблюдения за масштабными планами Тихого Человека и "предательства" его клона Бентли, Чародей, наряду с новым воплощением Ужасающей Четвёрки, состоящим из Женщины-Существа, Тандры и Песочного Человека, восстал против Тихого Человека, посчитав, что это не мир, в котором он бы хотел, чтобы рос его сын.

## Состав команды
| Персонаж         | Настоящее имя                | Вступление в команду                                 | Примечание |
| ---------------- | ---------------------------- | ---------------------------------------------------- | --- |
| Чародей          | Бентли Виттман               | Fantastic Four #36                                   | Основатель и лидер команды. Единственный персонаж, который входил в каждый состав команды. |
| Песочный человек | Уильям Бейкер                | Fantastic Four #36                                   | Также был членом Зловещей Дюжины, Зловещей шестёрки, Беззаконников, Мстителей и Дикой Стаи. |
| Трапстер         | Питер Петруски               | Fantastic Four #36                                   | Также был членом Смертельного Легиона и Зловещей шестёрки. |
| Медуза           | Медузалит Амаквелин Болтагон | Fantastic Four #36                                   | Представительница расы Нелюдей, королева Аттилана, жена Чёрного Грома. На момент членства в команде страдала от амнезии.                                                                           |
| Тандра           | Тандра                       | Fantastic Four #129                                  | Женщина-воительница и путешественница во времени из 23 века. Некоторое время была членом Фантастической четвёрки.                                                                                  |
| Констриктор      | Фрэнк Пейн                   | Deadpool vol. 3 #35                                  | Член тестовой команды. Также состоял в Зловещем Синдикате, Силе Икс, Повелителях Зла, Щ.И.Т.е и Инициативе.                                                                                        |
| Дэдпул           | Уэйд Уилсон                  | Deadpool vol. 3 #35                                  | Мутировавший человек, наёмник и убийца. Член тестовой команды. Также состоял в Силе Икс, Оружие Икс, Героях По Найму, Мстителях Великих Озёр и Агентстве Икс. В настоящее время член Громовержцев. |
| Таскмастер       | Тони Мастерс                 | Deadpool vol. 3 #35                                  | Член тестовой команды. Работает на того, кто больше платит. Он был членом Громовержцев, Агентства Икс и Инициативы.                                                                                |
| Брут             | Рид Ричардс                  | Fantastic Four #177                                  | Альтернативная версия Мистера Фантастика. |
| Электро          | Макс Диллон                  | The Spectacular Spider-Man #42                       | Также был членом Зловещей дюжины, Зловещей шестёрки, Эмиссаров Зла и Истребителей. |
| Ллира            | Ллира Моррис                 | The Amazing Spider-Man #214                          | Мать Ллирона и Ронди Моррис. |
| Гидромен         | Моррис Бенч                  | Fantastic Four #326                                  | Также был членом Зловещей Дюжины, Зловещей Шестёрки, Повелителей Зла и Зловещего Синдиката. |
| Титания          | Мэри «Скитер» Макферран      | Fantastic Four #326                                  | Также была членом Повелителей Зла. |
| Кло              | Улисс Кло                    | Fantastic Four #326                                  | Враг Чёрной пантеры. Также был членом Повелителей Зла. |
| Человек-дракон   | Отсутствует                  | Fantastic Four #328                                  | Андроид, сконструированный профессором Грегсоном Гилбертом. Также был членом Новых Громил. |
| Поглотитель      | Карл «Крушитель» Крил        | Incredible Hulk #418                                 | Неофициальный член команды. Муж Титании. Также был членом Повелителей Зла. |
| Живой лазер      | Артур Паркс                  | Incredible Hulk #418                                 | Неофициальный член команды. Также был членом Миньонов Мандарина, Бригады Батрока и Смертельного Легиона.                                                                                           |
| Мистер Хайд      | Кэлвин Забо                  | Incredible Hulk #418                                 | Неофициальный член команды. Отец Дейзи Джонсон. Также был членом Повелителей Зла. |
| Женщина-Существо | Шэрон Вентура                | Fantastic Four Unlimited #5                          | Также известна как Мисс Марвел. Также была членом Громовых Гонщиков и Фантастической четвёрки. Бывшая девушка Существа.                                                                            |
| Красный призрак  | Иван Крагофф                 | Fantastic Four Unlimited #5                          | Советский учёный, который создал трёх разумных обезьян — бабуина Игоря, гориллу Михаила, орангутана Петра.                                                                                         |
| Мрачный рыцарь   | Брэм Уэлсинг                 | Spider-Man: Chaos in Calgary #4                      | Когда преступник Чёрный рыцарь умер в сражении с Железным человеком, Мрачный рыцарь стал его наследником.                                                                                          |
| Человек-бык      | Уильям Тауренс               | Spider-Man: Chaos in Calgary #4                      | Также был членом Эскадрона Смерти. |
| Бластаар         | Бластаар                     | Fantastic Four: World’s Greatest Comics Magazine #10 | Обитатель Негативной Зоны. Враг Аннигилуса и Фантастической Четвёрки. |
| Каратель         | Отсутствует                  | Fantastic Four vol. 3 #29                            | Киборг, разработанный Галактусом. |
| Коул             | Коул Виттман                 | Fantastic Four #514                                  | Дочь Чародея и Саламандры. Текущее местоположение неизвестно. |
| Саламандра       | Неизвестно                   | Fantastic Four #514                                  | Мать Коул и бывшая жена Чародея. |
| Лира             | Лира                         | Hulk vol. 2 #19                                      | Генетически сконструированная дочь Тандры и Халка. |
| Жук              | Абнер Дженкинс               | Amazing Spider-Man #657                              | Жук был показан как часть реформированной Ужасающей Четвёрки, устроившей засаду Человеку-пауку и Человеку-факелу.                                                                                  |
| Карл Малус       | Карл Малус                   | Superior Carnage #2                                  | Некоторое время был носителем симбиота Карнажа. |
| Крушитель        | Дирк Гартвейт                | Fantastic Four Vol. 5 #3                             | Также лидер Крушителей. |
| Громобой         | Эллиот Франклин              | Fantastic Four Vol. 5 #3                             | Также член Крушителей. |
| Бульдозер        | Марси Кемп                   | Fantastic Four Vol. 5 #3                             | Также член Крушителей. |
| Газель           | Неизвестно                   | Fantastic Four Vol. 5 #10                            | Также члены Салемской Семёрки. |
| Рептилия         | Неизвестно                   | Fantastic Four Vol. 5 #10                            | Также члены Салемской Семёрки. |
| Вертиго          | Неизвестно                   | Fantastic Four Vol. 5 #10                            | Также члены Салемской Семёрки. |

## Альтернативные версии

### Marvel Zombies
Зомбированную версию Ужасающей четвёрки состоящей из Трапстера и Чародея можно заметить вместо с Человеком-кротом сражающихся с Существом и Факелом

### Земля-98
Альтернативная версия Ужасающая Четвёрки состояла из Чародея, Бластаара, Зыбучего Песка и Капюшона Страданий.

### Ultimate Marvel
Во вселенной Ultimate Marvel Ужасающей Четвёркой была названа зомби-версия Фантастической Четвёрки из реальности Marvel Zombies. Само название было дано зомби-Ридом Ричардсом, который с сарказмом назвал команду Ужасающей Четвёркой. 

## Вне комиксов

### Телевидение
- Ужасающая четвёрка появляется в мультсериале «Фантастическая четвёрка» 1978 года в эпизоде «Ужасающая Четвёрка». В мультсериале был представлен оригинальный состав команды: Чародей, Медуза, Трапстер и Песочный Человек.
- Ужасающая четвёрка появляется в мультсериале «Фантастическая четвёрка» 1994 года в эпизоде «И плачь ветра подобен Медузе». Здесь членами команды являются: Чародей, Медуза, Трапстер и Гидромен.
- Команда появляется в мультсериале «Фантастическая четвёрка: Величайшие герои мира» 2006 года в эпизоде «Ужасающие» и использует название "четвёрка Чародея", в составе: Чародей, Трапстер, Кло и Человека-Дракон. Команда совершает геройские поступки показывая Фантастическую Четвёрку бесхребетной. После завоёвывая доверия города команда получила ключ от города с помощью которого из университета выкрала нестабильные молекулы, но была встречена возле под землёй Фантастической четвёркой и разоблачена из-за болтливости Чародея. В конце концов команда была арестована.
- Ужасающая четвёрка появляется в мультсериале «Совершенный Человек-паук» 2012 года, где в команду вошли: Чародей, Кло, Трапстер и Тандра.
- Ужасающая четвёрка (без Тандры) была побеждена Соколиным глазом в первом эпизоде мультсериала Мстители, общий сбор!.